# رایلی رید
رایلی رید (به انگلیسی: Riley Reid) با نام اصلی اشلی متیوز (به انگلیسی: Ashley Mathews) (زاده ۹ ژوئیهٔ ۱۹۹۱) بازیگر پورنوگرافی آمریکایی است. او قبل از ورود به صنعت فیلم پورنو در سال ۲۰۱۰، در سن ۱۹ سالگی، به عنوان استریپر کار می‌کرد. وی از آن زمان جوایز متعددی از جمله جایزه ای‌وی‌ان ۲۰۱۶ برای بازیگر زن سال دریافت کرده‌است. 

## حرفه
رید کار فیلم سینمایی بزرگسالان خود را در سال ۲۰۰۹ در سن ۱۹ سالگی آغاز کرد و در ابتدا از نام هنری پیج رایلی استفاده می‌کرد. در سال ۲۰۱۳، وبسایت LA Weekly او را در رتبه هشتم لیست «۱۰ ستاره پورنی که می‌توانند جینا جیمسون بعدی باشند» قرار داد. وی همچنین در فهرست: «محبوب‌ترین ستارگان پورن» در سال ۲۰۱۴، ۲۰۱۵ و ۲۰۱۶ در فهرست سی‌ان‌بی‌سی قرار گرفت. رید برنده جایزه ایکس‌بیز برای بهترین ستاره جدید در سال ۲۰۱۳ و مجری زن سال در سال ۲۰۱۴ شد، او به اولین مجری معرفی که تاکنون موفق به کسب هر دو جایزه در سال‌های متوالی شد تبدیل شد. او همچنین برنده هر جایزه جایزه ایکس‌بیز شد که در سال ۲۰۱۴ نامزد شده بود.
رید یکی از دختران مدل برای تولید محصول فلشلایت است. او خط تولید مخصوص به‌خود را در این شرکت دارد.

## زندگی شخصی
ررید با نام اشلی متیوز در فلوریدا به دنیا آمد. وی در مورد قربانی شدن حمله قلدری رایانه‌ای به دلیل سبک زندگی خود صحبت کرده‌است و در مصاحبه با دیلی استار گفت: «این معضل، قرار گذاشتن با دیگران را بسیار سخت می‌کند، زندگی خانوادگی شما را سخت می‌کند، صمیمیت را سخت می‌کند… شما خودتان را در این کار قرار می‌دهید. کل دنیا اکنون شما را قضاوت می‌کنند… شما باید هر روز با خجالت‌زده شدن کنار بیایید.»

## جوایز

### جایزه ای‌وی‌ان

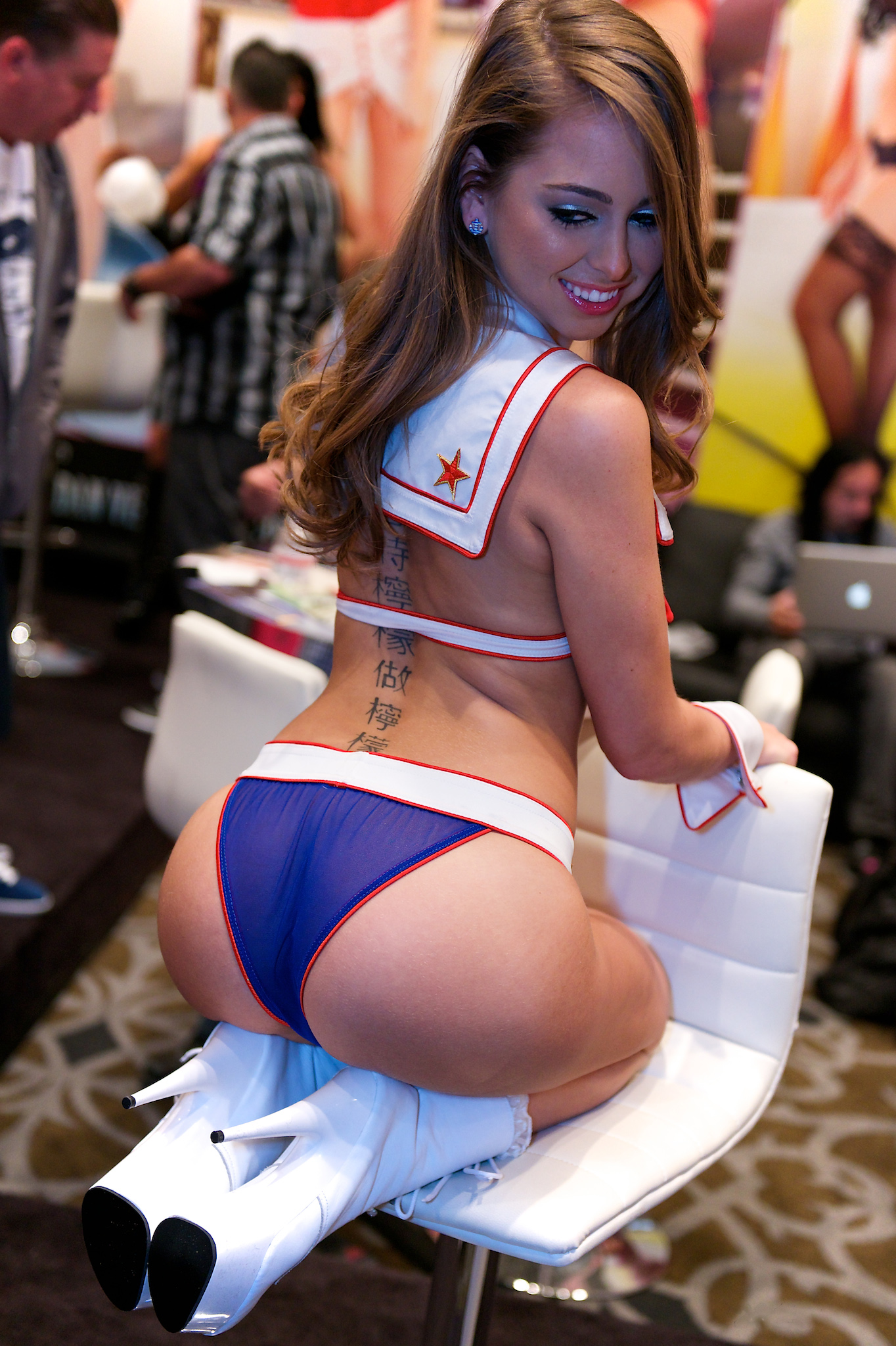
رید در نمایشگاه سرگرمی‌های بزرگسال ای‌وی‌ان ۲۰۱۳. از بالا تا پایین کمر او یک تتو با حروف چینی سنتی نوشته شده که معنی آن این است: «اگر زندگی به تو لیمو داد، تو از آن لیموناد بگیر» به مفهوم این‌که از فرصت‌های زندگی بهره ببر.

| سال  | نتیجه    | جایزه                                                                 | فیلم                   |
| ---- | -------- | --------------------------------------------------------------------- | ---------------------- |
| ۲۰۱۴ | برنده    | بهترین صحنه سکس دختر/پسر (با مندیگو)                                  | Mandingo Massacre 6    |
| ۲۰۱۴ | برنده    | بهترین صحنه سکس دختر/پسر (با رمی لاکرویکس)                            | Girl Fever             |
| ۲۰۱۴ | برنده    | بهترین صحنه سکس سه نفره دختر/دختر/پسر (با رمی لاکرویکس و مانوئل فررا) | Lex Poles Little Holes |
| ۲۰۱۴ | نامزدشده | بهترین اجرای زن سال                                                   | -                      |
| ۲۰۱۵ | نامزدشده | بهترین اجرای زن سال                                                   | -                      |
| ۲۰۱۶ | برنده    | بهترین اجرای زن سال                                                   | -                      |
| ۲۰۱۶ | برنده    | محبوب‌ترین اجرا (انتخاب هواداران)                                      | -                      |
| ۲۰۱۶ | برنده    | ستاره شبکه اجتماعی (انتخاب هواداران)                                  | -                      |
| ۲۰۱۶ | برنده    | بهترین سکس مقعدی (با میک بلو)                                         | Being Riley            |
| ۲۰۱۶ | برنده    | بهترین سکس همزمان واژنی/مقعدی                                         | Being Riley            |
| ۲۰۱۶ | برنده    | بهترین سکس دختر/دختر (با آیدرا فاکس)                                  | Being Riley            |
| ۲۰۱۷ | برنده    | بهترین سکس دختر/دختر (با رینا اسکای)                                  | Being Riley            |
| ۲۰۱۷ | برنده    | محبوب‌ترین اجرا (انتخاب هواداران)                                      | -                      |
| ۲۰۱۷ | برنده    | ستاره شبکه اجتماعی (انتخاب هواداران)                                  | -                      |
| ۲۰۱۸ | برنده    | ستاره شبکه اجتماعی (انتخاب هواداران)                                  | -                      |
| ۲۰۱۸ | نامزدشده | بهترین اجرای زن سال                                                   | -                      |